# 음력 6월 3일
음력 6월 3일은 음력 6월의 3번째 날이다.

## 사건
- 1388년 - 고려 우왕 14년, 위화도 회군이 마무리되며, 이성계가 정권을 잡고 최영이 실각하다.
- 1594년 - 조선 선조 27년, 충청도 홍주에 지진이 발생하여 집이 흔들리고 성이 무너지다.
- 1600년 - 조선 선조 33년, 충청도에 홍수가 나 혹독한 피해를 입다. (3일~5일)
- 1664년 - 조선 현종 5년, 윤달에 황해도에서 전염병으로 174명이 사망하다.
- 1717년 - 조선 숙종 43년, 황해도 곡산부(谷山府)에서 화재로 민가 220호가 타고 사망자 2명이 발생하다,
- 1765년 - 조선 영조 41년, 함경도의 안변(安邊)·함흥(咸興)에 황충(蝗蟲)의 피해가 생기자 포제(酺祭)를 설행하라 명하다.
- 2014년 - 서울특별시 강동구 천호동에서 현대백화점 천호점 1층 천장이 붕괴되어서 6명이 부상당하였다.

## 문화
- 1412년 - 조선 태종 12년, 하륜이 가곡 염농부지곡(念農夫之曲), 염잠부지곡(念蠶婦之曲), 진가언지곡(進嘉言之曲)을 짓다.
- 2000년 - 대한민국에서 한국어의 로마자 표기법이 개정되다.
- 2009년 - 서울 지하철 9호선 1단계 구간 개통. (개화 ~ 신논현)

## 탄생
- 155년 - 중국 삼국시대 위나라의 건국자 조조.
- 1959년 - 대한민국의 싱어송라이터 김범룡.

## 사망
- 1689년 - 조선의 문신 겸 성리학자 송시열

## 같이 보기
- 음력 360일: 1월 2월 3월 4월 5월 6월 7월 8월 9월 10월 11월 12월
- 전날:6월 2일 다음날:6월 4일 - 전달:5월 3일 다음달:7월 3일
- 양력:6월 3일
- 음력, 윤달